# Afghaanse afghani
De Afghaanse afghani is de munteenheid van Afghanistan. Eén afghani is 100 pul. De naam van de munteenheid is afgeleid van de landnaam en betekent "datgene wat van Afghanistan is".
Er worden munten gebruikt van 1, 2 en 5 afghani. Het papiergeld is beschikbaar in 1, 2, 5, 10, 20, 50, 100, 500 en 1000 afghani. Per december 2002 werd de oude afghani (ISO-4217-Code: AFA) vervangen door de nieuwe afghani (ISO-4217-Code: AFN). Hierbij werden drie nullen weggestreept.
De koersen worden door de vrije markt bepaald. Algemeen wordt aangenomen dat de handelaren op de markt de koersen zeer nauwkeurig bepalen. In Afghanistan worden de Amerikaanse dollar en de Pakistaanse roepie veel gebruikt naast de nationale munteenheid.
Het land Afghanistan zoals het nu is kwam tot stand in 1747 onder de Afghaanse heerser Ahmad Shah Durrani. Tijdens zijn regering werden de eerste Afghaanse munten geslagen naar Indiaas voorbeeld, roepies en mohurs. In deze periode bleven Iraanse, Indiase en Russische munten ook circuleren in Afghanistan. 
Na een munthervorming in 1891 werden onder emir Abdoer Rahman Khan de eerste 'moderne' munten geslagen, roepies met een afbeelding van een moskee in een achtpuntige ster. In 1925, onder de modernistische koning Amanoellah Khan, werd de roepie vervangen door de afghani, verdeeld in 100 pul. De verhouding was 1,1 roepie : 1 afghani. In 2001 waren er drie versies van de afghani in roulatie: met het drukken van geld probeerde het verzet de economie van Taliban-regering te verwoesten. In 2002 werd de nieuwe afghani ingevoerd, die een waarde had van 1000 Rabbini afghani (AFAR) of 2000 Dostumi afghani (AFAD).